# أنيانا (ألافا)
بلدية أنيانا (بالإسبانية: Añana) هي بلدية تقع في مقاطعة ألافا التابعة لإقليم الباسك شمال إسبانيا.

## الديموغرافيا
يبلغ عدد سكان بلدية أنيانا 168 نسمة عام 2011 (وفقاً للمعهد الوطني للإحصاء الإسباني).
| 203 | 188 | 191 | 185 | 181 | 176 | 168 |